# Jacques-Jean Thévenin
Pour les articles homonymes, voir Thévenin.
Jacques-Jean Thévenin (1732-1813) est un architecte français.

## Biographie
Architecte-entrepreneur des bâtiments du Roi Louis XVI, il a notamment créé en 1785, pour Marie-Antoinette, la laiterie de Rambouillet, considérée comme sa plus belle réalisation, qui lui valut d'être nommé en 1787 « expert-entrepreneur ». Il avait dans les années 1770 bâti ou restauré des hôtels particuliers de Paris (rue d'Artois, rue de Provence, rue de la Chaussée-d'Antin).
Son fils Charles fut un peintre néoclassique réputé pour ses tableaux représentant des scènes révolutionnaires.

## Réalisations
À Rambouillet :
- le bailliage royal de 1787 [4]  Inscrit MH.
- chenil la Vénerie [5].
- écuries dites Petites écuries du roi [6]  Classé MH (1967)
- hôtel du gouvernement (antériorité du Pavillon du Roi de Rome ou Palais du Roi de Rome) [7]  Inscrit MH (1966);  Classé MH (1995);  Classé MH (2016) [8], chantier de 1784.
- château : intervention en 1785-1786 [9]  Classé MH (1896, 1944, 1977).